# Wereldbeker schaatsen 2008/2009 - Wereldbeker 2 - 1000 meter vrouwen
De tweede van 10 wedstrijden voor de wereldbeker schaatsen 1000 meter werd gehouden op 16 november 2008 in Heerenveen.

## Uitslag A-divisie
| rang   | schaatser            | tijd    | punten |
| ------ | -------------------- | ------- | ------ |
| Goud   | Christine Nesbitt    | 1.16,18 | 100    |
| Zilver | Kristina Groves      | 1.16,76 | 80     |
| Brons  | Wang Beixing         | 1.17,01 | 70     |
| 4      | Laurine van Riessen  | 1.17,20 | 60     |
| 5      | Monique Angermüller  | 1.17,29 | 50     |
| 6      | Annette Gerritsen    | 1.17,55 | 45     |
| 7      | Jekaterina Lobysjeva | 1.17,56 | 40     |
| 8      | Shannon Rempel       | 1.17,57 | 36     |
| 9      | Jennifer Rodriguez   | 1.17,71 | 32     |
| 10     | Paulien van Deutekom | 1.18,09 | 28     |
| 11     | Natasja Bruintjes    | 1.18,14 | 24     |
| 12     | Sayuri Yoshii        | 1.18,18 | 21     |
| 13     | Ireen Wüst           | 1.18,26 | 18     |
| 14     | Ren Hui              | 1.18,65 | 16     |
| 15     | Elli Ochowicz        | 1.18,67 | 14     |
| 16     | Lee Sang-hwa         | 1.18,82 | 12     |
| 17     | Tomomi Okazaki       | 1.18,92 | 10     |
| 18     | Feifei Dong          | 1.18,96 | 8      |
| 19     | Maki Tabata          | 1.18,98 | 6      |
| 20     | Heike Hartmann       | 1.19,85 | 5      |

## Loting
| rit | binnenbaan           | buitenbaan           |
| --- | -------------------- | -------------------- |
| 1   | Heike Hartmann       | Paulien van Deutekom |
| 2   | Ireen Wüst           | Feifei Dong          |
| 3   | Tomomi Okazaki       | Ren Hui              |
| 4   | Jekaterina Lobysjeva | Sayuri Yoshii        |
| 5   | Lee Sang-hwa         | Maki Tabata          |
| 6   | Elli Ochowicz        | Natasja Bruintjes    |
| 7   | Monique Angermüller  | Jennifer Rodriguez   |
| 8   | Kristina Groves      | Wang Beixing         |
| 9   | Laurine van Riessen  | Annette Gerritsen    |
| 10  | Christine Nesbitt    | Shannon Rempel       |

## Top 10 B-divisie
| rang | schaatser              | tijd     | punten |
| ---- | ---------------------- | -------- | ------ |
| 1    | Jekaterina Malysjeva   | 1.18,61  | 25     |
| 2    | Brittany Schussler     | 1.18,95  | 19     |
| 3    | Joelia Nemaja          | 1.19,25  | 15     |
| 4    | Shihomi Shinya         | 1.19,40  | 11     |
| 5    | Xing Aihua             | 1.19,46  | 8      |
| 6    | Heather Richardson     | 1.19,62  | 6      |
| 7    | Gabriele Hirschbichler | 1.19,66  | 4      |
| 8    | Katarzyna Wójcicka     | 1.19,74  | 2      |
| 9    | Anzjelika Kotjoega     | 1.19,941 | 1      |
| 10   | Tamara Oudenaarden     | 1.19,946 | 0      |